# Christel Robin
Christel (Christelle) Robin (* 6. September 1987 in Nizza) ist eine ehemalige französische Triathletin, die auch im Ultramarathon aktiv war. Sie ist Staatsmeisterin auf der Triathlon-Mitteldistanz (2008) und wird in der Bestenliste französischer Triathletinnen auf der Ironman-Distanz geführt.

## Werdegang
Christel Robin begann im Alter von 18 Jahren mit dem Triathlon. Sie betrieb zuvor zehn Jahre lang Ballett und acht Jahre lang Taekwondo. Eine Verletzung brachte sie auf das Fahrrad und zum Schwimmen. Sie wurde vom ehemaligen Triathleten Yves Cordier (Europameister 1989) und Stéphane Palazzetti trainiert. 
2006 wurde sie Fünfte bei der Europameisterschaft der Juniorinnen (5 km Laufen, 20 km Radfahren und 2,5 km Laufen).
Sie startet im Triathlon über die Mitteldistanz sowie seit 2009 auch über die Ironman- oder Langdistanz (3,8 km Schwimmen, 180 km Radfahren, 42,195 km Laufen) und wurde trainiert vom früheren Triathlon-Profi Yves Cordier.

Als jüngste Teilnehmerin erreichte sie 2009 als 21-Jährige bei ihrem ersten Start über die Langdistanz beim Ironman France in Nizza den zweiten Rang.
Seit 2012 ist sie auch bei Ultramarathons aktiv. Im Juni 2021 wurde die damals 33-Jährige Dritte bei den französischen Staatsmeisterschaften auf der Triathlon-Langdistanz.
Seit 2022 tritt Christel Robin nicht mehr international in Erscheinung.

## Sportliche Erfolge
| Datum/Jahr    | Rang | Wettbewerb                                           | Austragungsort  | Zeit       | Bemerkung |
| ------------- | ---- | ---------------------------------------------------- | --------------- | ---------- | --- |
| 22. Mai 2022  | DNF  | Ironman 70.3 Pays d'Aix France                       | Aix-en-Provence | –          | |
| 5. Sep. 2010  | 1    | TriStar111 Monaco                                    | Monaco          | 04:07:40   | Siegerin bei der Erstaustragung (1 km Schwimmen, 100 km Radfahren und 10 km Laufen) vor der Belgierin Coralie Lemaire |
| 15. Aug. 2010 | 1    | Embrunman                                            | Embrun          | 02:27:02,1 | Siegerin auf der Kurzdistanz                                                                                          |
| 6. Sep. 2009  | 1    | Ironman 70.3 Monaco                                  | Monaco          | 04:47:20   | Sieg an ihrem 22. Geburtstag                                                                                          |
| 8. Nov. 2008  | 13   | Ironman 70.3 World Championships                     | Clearwater      |            | Weltmeisterschaft in Florida (1,9 km Schwimmen, 90 km Radfahren und 21,1 km Laufen)                                   |
| 7. Sep. 2008  | 4    | Ironman 70.3 Monaco                                  | Monaco          | 04:46:57   | Vierte hinter der Siegerin Nicola Spirig aus der Schweiz                                                              |
| 1. Juni 2008  | 1    | FRA Middle Distance Triathlon National Championships | Belfort         | 04:10:38   | Staatsmeisterin auf der Mitteldistanz                                                                                 |
| 10. Nov. 2007 | 15   | Ironman 70.3 World Championships                     | Clearwater      |            | |
| 2. Sep. 2007  | 3    | Ironman 70.3 Monaco                                  | Monaco          | 04:52:46   | [ 8 ] |

| Datum/Jahr    | Rang | Wettbewerb                                         | Austragungsort | Zeit     | Bemerkung |
| ------------- | ---- | -------------------------------------------------- | -------------- | -------- | --- |
| 6. Juni 2021  | 3    | FRA Long Distance Triathlon National Championships | Cagnes-sur-Mer |          | Staatsmeisterschaft auf der Langdistanz |
| 28. Juni 2009 | 2    | Ironman France                                     | Nizza          | 09:34:19 | Bei ihrem ersten Start über die Langdistanz führte Christel Robin nach dem Radfahren das Frauenfeld an und erreichte hinter der belgischen Siegerin Tine Deckers den zweiten Rang. |

| Datum/Jahr   | Rang | Wettbewerb                                      | Austragungsort | Zeit     | Bemerkung                                                                            |
| ------------ | ---- | ----------------------------------------------- | -------------- | -------- | ------------------------------------------------------------------------------------ |
| 7. Okt. 2006 | 5    | ETU Duathlon European Championship Junior Women | Rimini         | 01:05:33 | Europameisterschaft der Juniorinnen (5 km Laufen, 20 km Radfahren und 2,5 km Laufen) |

(DNF – Did Not Finish)